# كلاوديو بيسيو
كلاوديو بيسيو هو لاعب كرة قدم سويسري في مركز الوسط، ولد في 1970. لعب مع نادي ويل.